# Kaphare
Kapharen, (Lepus capensis) är en art i däggdjursordningen hardjur. Den förekommer i Afrika, Arabiska halvön och i sydvästra Asien så långt österut som till Irak. Kapharen är en nattaktiv gräsätare som liknar fältharen till storlek och utseende, men bröstet och låren är mer rödbruna och buk och tassar är vita.

## Systematik och utredning
Kapharen beskrevs vetenskapligt av Linné 1758 utifrån ett specimen från Sydafrika. Den exakta avgränsningen av arten är fortfarande oklar. Exempelvis finns det studier som indikerar att det inte förekommer något genflöde mellan den sydafrikanska populationen och övriga populationer som ofta inräknas i arten varför vissa auktoriteter endast kategoriserar den sydafrikanska populationen som arten Lepus capensis. Tidigare kategoriserads kapharen tillsammans med fälthare, italiensk hare, Lepus granatensis och Lepus tolai som en  art, men numera behandlas de vanligen som egna arter. Kapharen delas upp i en mängd underarter.
Kapharen förekommer i Afrika, främst norr om och en bit söder om Sahara, vidare i centrala östra Afrika och i Sydafrika, Arabiska halvön och i sydvästra Asien så långt österut som till Irak. Den taxonomiska statusen för populationen av hare på Sardinien är oklar, och den behandlas av vissa auktoriteter som en introducerad form av kaphare.

## Utseende
På ryggen är kapharen ljus gråbrun (liksom ingefärans rotstock) med svarta fläckar och på buken vitaktig. Vid halsen förekommer röda nyanser. Ovansidan av den buskiga svansen är svart och undersidan vit. De 12 till 14 centimeter långa öronen slutar i svarta spetsar. Den är 52–56 centimeter lång inklusive svansen och därmed något mindre än fältharen. Vikten är 4 till 5 kilogram.

## Ekologi
Kapharen är nattaktiv och tillbringar dagen i en jordhåla. Dess långa bakben gör den till en snabb löpare och den är också en god simmare och klättrare. Den lever i torra, öppna habitat som grässlätter, men även i bergigare områden. 
Honan kan få upp till fyra kullar om året, dräktighetstiden är runt 42 dagar och kullarna består av två till sex ungar. De nyfödda ungarna är pälsklädda och har öppna ögon. De får sin första fasta föda efter tre veckor och efter fyra veckor är de helt avvanda.
Födan skiljer sig inte så mycket som från andra harar. På vintern gnager den av bark och kvistar. På sommaren äter den alla möjliga växter, blad och örter. Kapharen kan också äta bär och svamp.
En kaphare blir som mest fem till sex år och ett stort antal individer överlever inte sitt första levnadsår.

## Status och hot
Kapdjuren är bytesdjur för en rad rovdjur, däribland kattdjur och rovfåglar men även människan. Dess höga reproduktionstakt gör dock att den inte är en hotad art. På grund av den oklarhet vad gäller dess taxonomi så finns det farhågor att några hotade populationer som idag räknas in i arten egentligen skulle kunna utgöra egna hotade arter.